# Otiophora scabra
Otiophora scabra är en måreväxtart som beskrevs av Joseph Gerhard Zuccarini. Otiophora scabra ingår i släktet Otiophora och familjen måreväxter.

## Underarter
Arten delas in i följande underarter:
- O. s. diffusa
- O. s. scabra